# Armando Borghi
Armando Borghi (Castel Bolognese, 6 aprile 1882 – Roma, 21 aprile 1968) è stato un politico, anarchico e giornalista italiano.

## Biografia

### Le origini familiari e il paese di nascita
La famiglia di Borghi è una famiglia che ha radici nei movimenti risorgimentali. Il padre passa dal mazzinianesimo ad una impostazione politica in linea con le teorie di Michail Aleksandrovič Bakunin, uno dei padri spirituali del socialismo anarchico. Per quanto riguarda le tradizioni della terra d'origine, la famiglia vive in una zona in cui la peculiarità della situazione socio-politica spinge un rilevante numero di persone ad aderire agli ideali dell'anarchia
. Fra questi ultimi vi è anche Giovanni Forbicini, la cui traiettoria umana e politica si intreccerà ancora con quella del Borghi nel secondo dopoguerra, all'epoca della travagliata riorganizzazione della frangia anarchica e della costruzione della FAI, e Giuseppe Guidi, divenuto successivamente pittore di valore.

### La prima guerra mondiale
Borghi aderisce fin dalla giovinezza al movimento anarchico. Nel 1898 viene arrestato per la prima volta, nel corso di uno sciopero agrario nel ravennate. Con le dimissioni della direzione interventista dell'Unione Sindacale Italiana (USI), diviene il principale dirigente sindacalista rivoluzionario rimasto su posizioni neutraliste in netta opposizione all'interventista di sinistra Alceste de Ambris. Durante la prima guerra mondiale viene internato prima ad Impruneta in provincia di Firenze poi ad Isernia. Riacquista la libertà nel 1918, ma nel 1920 è nuovamente arrestato, assieme ad altri anarchici. I socialisti, nel periodo che va dal primo dopoguerra all'avvento del fascismo, adottano una politica attendista e di debolezza nei confronti delle masse popolari e delle loro richieste e questo genera profondi dissidi sia a livello nazionale che locale in una zona tradizionalmente "insurrezionale" quale è il ravennate.

### Il primo dopoguerra
Armando Borghi già nel 1918 e 1919, subito dopo i primi attacchi squadristici alla sede dell'Avanti, dimostra una visione politica di lungo respiro, si prodiga per la formazione di un comitato rivoluzionario e si oppone alla proposta di fare confluire l'USI nella CGdL essendo fautore, come alternativa, dello scioglimento delle leghe e della convocazione di una costituente sindacale, per poter dar vita a un nuovo organismo scaturito dalla libera volontà dei lavoratori mediante elezioni. La CGdL però, rifiuta. Nell'aprile 1919, dopo l'incendio dell'Avanti! da parte dei fascisti, spinge per la formazione di un comitato rivoluzionario formato da cinque membri in rappresentanza di USI, CGdL, PSI, Unione anarchica italiana (UAI) e SFI; tale azione agitatoria ed organizzativa ne provoca però l'arresto insieme all'intero comitato centrale dell'USI. In sostanza Armando Borghi ipotizza in anticipo un fronte unito sindacale-operaio che poi militarmente a livello nazionale si possa saldare alla formazione del Fronte Unito Arditi del Popolo. Nel ravennate infatti agirà successivamente il gruppo che fa capo ad Alberto Acquacalda.
I moti del carovita del giugno-luglio 1919, gli scioperi ed i morti fra i manifestanti della primavera (1920), la Rivolta dei Bersaglieri di Ancona (1920), l'occupazione delle fabbriche (1920), la stessa Impresa di Fiume, con gruppi non trascurabili di Legionari su posizioni bolsceviche-libertarie, sono indicativi di una situazione prerivoluzionaria che poggia sia sulla consistente presenza dell'USI (che ha capi storici e gruppi che da interventisti passeranno su posizioni antifasciste armate), considerata ormai una valida alternativa per la classe operaia, sia sulla forza e le tradizioni del CGdL che danno al Borghi la spinta per intensificare la propria battaglia politica.

### I rapporti con l'ambiente bolscevico ed anarchico russo
Dopo la presa di potere da parte dei bolscevichi ha rapporti sia con Zinov'ev che con Lenin, ma le sue posizioni sono più vicine a quelle di Victor Serge, bolscevico che presta particolare attenzione alle istanze anarchiche ed a quelle di Kropotkin, teorico del comunismo libertario in Russia. Costui, seppur per breve periodo, si può definire il più illustre interventista di sinistra a livello internazionale in quanto invitò le masse proletarie ad appoggiare la Triplice intesa. Molti intellettuali marxisti sono critici rispetto allo sviluppo rivoluzionario del dopo "Ottobre Rosso": un carteggio fra Lenin e Kropotkin lo dimostra, pur essendo altresì evidente il profondo rispetto esistente fra i due grandi teorici rivoluzionari.

### Divergenze e relazioni nell'ambiente Sovietico
Nelle sue memorie Armando Borghi parla pure della sua diatriba con Bucharin.
Il periodo è assai teso in Italia e il problema pressante immediatamente successivo consiste nella risposta agli attacchi squadristici: si ricorda l'incontro fra Bucharin, che spesso tiene contatti con italiani, e Ruggiero Grieco, il cui scontro è determinato dal rifiuto della dirigenza comunista d'Italia del tempo di partecipare al Fronte Unito Arditi del Popolo.
Borghi nelle sue memorie ricorda appunto una conferenza a Piombino del 1921, dove è presente il deputato comunista Francesco Misiano rifugiatosi nella città toscana dopo essere stato cacciato dal parlamento dai fascisti con minaccia di morte. Piombino è tenuta ancora saldamente dalle frange anarchiche e dagli Arditi del Popolo, nelle quali, in spregio agli ordini del partito, sono precedentemente confluiti numerosi comunisti.
Borghi rientra quindi frettolosamente in Italia dalla Russia perché nel contempo si è sviluppata in patria l'occupazione delle fabbriche, raggiungendo Verona a tappe forzate il 16 settembre 1920. Al suo arrivo però il movimento di fabbriche e consigli operai è in via di esaurimento. Riesce comunque a tenere ancora dei comizi in alcune Formazioni di difesa proletaria a Genova#Difesa della Camera del Lavoro di Sestri Ponente quali Milano, Sestri Ponente, che da all'epoca parecchio filo da torcere agli squadristi, e, ovviamente, la stessa Verona. Fino al momento dell'arresto, avvenuto il 13 ottobre, continua ad incitare la classe operaia alla lotta. Pochi giorni più tardi verrà tratto in arresto anche Errico Malatesta insieme a numerosi altri militanti anarchici.

### Il periodo del fascismo
Il 1922 è l'anno della marcia su Roma e della disfatta del movimento operaio e rivoluzionario italiano: la strada della conquista del potere da parte dei fascisti è ormai aperta. Durante il fascismo è esule prima a Berlino, in Germania, poi in altri Paesi europei e infine negli Stati Uniti.

### Esilio in Europa
Nella capitale tedesca si svolge, dal 25 dicembre 1922 al 2 gennaio 1923, il congresso costitutivo dell'Asociación Internacional de los Trabajadores (AIT), organizzazione sindacale internazionalista con impostazione libertaria. Armando Borghi è un propugnatore di tale organismo internazionale per la riorganizzazione del movimento sindacale duramente sconfitto in molti paesi, fra cui l'Italia. Berlino in quel momento è anche il luogo in cui sono presenti gli anarchici russi, e Borghi tiene con questi stretti contatti. Come rappresentante dell'AIT viene mandato in Francia, in Portogallo, nei Paesi Bassi (1925), e successivamente in Spagna. La matrice libertaria di Borghi lo porta ad avversare sia il fascismo che il nuovo corso inaugurato dallo Stato sovietico. È questa l'epoca, infatti, della presa di potere assoluto da parte di Stalin ed è anche il periodo degli ammiccamenti fra fascismo e stalinismo.
Un suo studio L'Italia tra due Crispi viene pubblicato in questi anni: per Borghi è importante capire per poi mettere a frutto l'esperienza rivoluzionaria italiana degli anni immediatamente precedenti e tentare di riorganizzare le forze della sinistra, gran parte delle quali, per poter soprattutto avere un solido punto di riferimento, si avvicina sempre più al nuovo corso stalinista.
La riorganizzazione dell'ala anarchica è complessa a causa delle suddivisioni fra gli individualisti "puri" e gli organizzatori, con l'ulteriore problema di mantenere le distanze dalla frangia comunista di osservanza moscovita.
Nel fuoriuscitismo antifascista inizia anche il periodo degli infiltrati con personaggi molto singolari per le loro vicissitudini politiche. Fra questi vi è
Ricciotti Garibaldi junior(aderente al fascismo col fratello Ezio Garibaldi)
che, a differenza di un altro fratello Sante Garibaldi, fervente antifascista, si infiltra fra i fuoriusciti con intenti di provocazione, facendosi forte del nome che porta.
Il Borghi quindi si trova a diffidare anche della formazione antifascista "Avanguardie garibaldine", o sedicente tale, estremamente esposta a consistenti infiltrazioni di provocatori fascisti, e deve quindi allontanarsi dagli anarchici che si sono lasciati coinvolgere.
La vicenda non passa senza lasciar lacerazioni e spaccature nella frangia libertaria degli esuli in Francia. La posizione politica di Borghi a questo punto è quella di rendere sempre più autonoma la parte anarchica antifascista, dissentendo pure dall'aderire al Fronte Unito Antifascista, ipotesi caldeggiata da Errico Malatesta. Si avvicina pertanto alle posizioni dell'"Adunata dei Refrattari".

### Esilio negli USA
Nel 1927 è negli USA, ancora in dissenso con altri gruppi anarchici che si muovono seguendo una strategia più vicina al Fronte Unito appoggiato da Errico Malatesta. Nello specifico, lo scontro sulla tattica da adottare nel periodo avviene con il gruppo di anarchici che ha come riferimento il giornale Il Martello di Carlo Tresca. Tresca verrà ucciso, secondo la più recente ricostruzione storica, da un killer della mafia su invito di Benito Mussolini, che a sua volta ospiterà in Italia il boss Vito Genovese, mandante del delitto, quando questi si troverà in grossa difficoltà col governo USA. Per l'arresto di Borghi ci son pressioni italiane presso gli organi di repressione statunitensi, ma questi riesce comunque a pubblicare il libro Mussolini in camicia che ha grande successo.
Nel 1927, ancora negli Stati Uniti, viene arrestato per le dimostrazioni nella campagna agitatoria contro l'esecuzione di Nicola Sacco e Bartolomeo Vanzetti, i due anarchici giustiziati per un delitto mai commesso e recentemente riabilitati dal sindaco della stessa città in cui furono inquisiti, con pubblica cerimonia.
La morte di Virgilia D'Andrea, fino ad allora compagna della sua vita, getta il Borghi nel più profondo sconforto. I servizi segreti fascisti segnalano la sua presenza a Barcellona fra il 3 aprile e il 13 maggio 1937, dove suo figlio milita nelle brigate internazionali, ma in realtà risulta che non si sia mai recato in Spagna. Rimasto negli Usa viene registrato ed arrestato nel 1940 a causa delle conseguenze dell'Alien Registration Act, ma interventi di influenti e celebri amici personali, quali Walter e Arturo Toscanini nonché Gaetano Salvemini, lo riportano in libertà. La situazione ha dei risvolti tragicomici in quanto vengono arrestati con Armando Borghi diversi noti fascisti.
Nel luglio del 1944 tenta, senza riuscirci, di tornare in Italia per partecipare attivamente alla lotta antifascista. Potrà rivedere la terra di origine solo nel 1945, in ottobre, a guerra finita.

### Il secondo dopoguerra
Alla caduta del regime rientra in Italia, ove assume un posto di rilievo nel movimento anarchico, dirigendo per oltre quindici anni Umanità Nova, il giornale della FAI, ricostituitasi dopo un complesso processo di ristrutturazione nel 1945 grazie agli sforzi di altri noti anarchici, tra cui Alfonso Failla ed Umberto Marzocchi.

### Azione politica nel secondo dopoguerra
La sua campagna politica in quegli anni, oltre al problema organizzativo della FAI, che non è un semplice problema burocratico ma soprattutto politico, è centrata su due grandi temi di derivazione libertaria cioè contro la Costituente, avversata perché costituisce per un libertario la formalizzazione di chi può fare politica e chi no, e quella contro il clericalismo e le intromissioni della chiesa nella politica. Borghi è fortemente critico anche contro la politica socialcomunista che a livello nazionale ha abbandonato, nei fatti, le istanze rivoluzionarie ed a livello internazionale è legata agli indirizzi dello stalinismo. Essendo morti i grandi dell'anarchia italiana, quali Errico Malatesta, Camillo Berneri, Luigi Fabbri oramai Borghi è fra i pochi, insieme ad Alfonso Failla ed Umberto Marzocchi a costituire un solido riferimento sia per i vecchi compagni sia per i nuovi che si avvicinano all'ideologia libertaria. È anche il periodo delle spaccature all'interno della sinistra comunista e libertaria con la nascita dei GAAP, Gruppi Anarchici di Azione Proletaria. Le grandi masse tuttavia, sono ormai orientate verso i grossi partiti post-resistenziali che hanno sia possibilità economiche che appoggi internazionali di peso. Borghi inoltre si rende pienamente conto dei tentativi di avvicinamento fra lo schieramento socialcomunista e quello cattolico, e li combatte, data la sua impostazione coerente con gli ideali tradizionali dell'anarchia. È il periodo dei continui congressi e comizi cui si dedica instancabilmente sia a scopo agitatorio che didattico. Il suo libro Conferma anarchica (Due anni in Italia) del 1949 è in pratica una cronistoria del momento storico che vive la sinistra italiana: Borghi custode dell'ideologia anarchica si oppone ad ogni tentativo di ristrutturazione delle organizzazioni collegate alla frangia anarchica che comportino una eccessiva burocratizzazione e gerarchizzazione interna in quanto sminuirebbero la democrazia dal basso e darebbero troppo poteri agli apparati di partito.

### Azione politica negli anni 50 e successivi
Fedele all'idea libertaria ed antistalinista condanna senza mezzi termini l'intervento Russo in Ungheria nel 1956 e dà la piena solidarietà agli insorti. Dopo i fatti di Genova ed il periodo immediatamente successivo, Borghi lancia meno strali contro le sinistre istituzionali e prende le difese di Fidel Castro. Il 28 ottobre 1962, con l'articolo Giù le mani da Cuba, "Umanità Nova", uscito subito dopo il tentativo di golpe filostatunitense appoggiato dalla Cia tramite gli elementi anticastristi che tentano, senza l'appoggio degli USA, uno sbarco alla Baia dei Porci, alcune frange anarchiche lo accusano di filocomunismo. Nel congresso della FAI dello stesso anno, a Senigallia, Borghi risponde alle critiche ed ottiene il consenso dei congressisti: ferma condanna alla involuzione totalitaria al regime che si va instaurando a Cuba ma salda difesa di Cuba stessa da ogni attacco involutivo e reazionario che provenga dall'esterno.
Dal 31 ottobre al 5 novembre 1965, durante i lavori del Congresso di Carrara, prevale il documento che ipotizza una struttura FAI come patto associativo con norme vincolanti ed eventuali sanzioni disciplinari per gli aderenti; Borghi e la sua frangia sono contrari a questa linea per cui si vede costretto ad abbandonare la direzione di Umanità Nova. L'ala a lui vicina si scinde dalla FAI e costituisce i Gruppi di iniziativa anarchica. Armando Borghi si dedica allo studio ed al riordino della enorme documentazione testimoniale che ha raccolto. Muore a Roma il 21 aprile 1968 e la sua ultima volontà sarà quella di essere sepolto a Castel Bolognese.
È stato inaugurato il Monumento ad Armando Borghi nel Parco omonimo nel comune di Castel Bolognese il 17  dicembre 1988. 

## Opere
- Armando Borghi "Il nostro e l'altrui individualismo. Riflessioni storico-critiche su l'anarchia, con pref. di Leda Rafanelli,esponente dei futuristi di sinistra, Brisighella, Tip. Servadei, 1907"
- Armando Borghi "Prigionieri di guerra, con pref. di Leda Rafanelli, Bologna, Tip. Artistica Commerciale, 1908;
- Armando Borghi "Fernand Pelloutier nel sindacalismo francese. E in Italia?", con documento di Georges Yvetot, Bologna, Coop. Tip. Azzoguidi, 1913
- Armando Borghi "Davanti ai Giurati di Milano", Milano, Tip. Zerboni, 1921;
- Armando Borghi "Anarchismo e sindacalismo".Atti Conferenza tenuta il 3 aprile 1922 a Roma dal Fascio sindacale di azione diretta, Roma, S.P.E.R., 1922
- Armando Borghi "Verso l'Anarchia va la Storia", Ravenna, Tip. Zirardini, 1907
- Armando Borghi "L'Italia tra due Crispi. Cause e conseguenze di una rivoluzione mancata", Parigi, Libreria Internazionale,ve ne sarà una seconda edizione
- Armando Borghi, Errico Malatesta in 60 anni di lotte anarchiche: storia, critica, ricordi
- Armando Borghi, Gli anarchici e le alleanze,1927 Circolo operaio di cultura sociale
- Armando Borghi, Vittorio Emiliani, Vivere da anarchici: antologia di scritti, 1966 Edizioni Alfa
- Armando Borghi, Il banchetto dei cacri, 1925 Lavoratori industriali del mondo
- Armando Borghi, Mussolini, Red and Black: With an Epilogue,Hitler: Mussolini's Disciple, 1974 Haskell House Publishers
- Armando Borghi, Mezzo secolo di anarchia (1898-1945), Con prefazione di Gaetano Salvemini 1954 Edizioni scientifiche italiane
- Maurizio Antonioli, Armando Borghi Armando Borghi e l'Unione sindacale italiana, USI 1990,
- P. Lacaita, Armando Borghi, Mussolini en chemise, 1932 Les Éditions Rieder
- Armando Borghi, "Mezzo secolo di anarchia (1898-1945), 1954 Edizioni Scientifiche Italiane
- Armando Borghi, La rivoluzione mancata, Milano, Stampa Azione Comune, 1964

## Intitolazioni
A Castel Bolognese (RA) esiste la Biblioteca Libertaria “Armando Borghi”.